# Villers-au-Flos
Pour les articles homonymes, voir Villers.
Villers-au-Flos est une commune française située dans le département du Pas-de-Calais en région Hauts-de-France.
La commune fait partie de la communauté de communes du Sud-Artois qui regroupe 64 communes et compte 27 059 habitants en 2021.

## Géographie

### Localisation
Localisée dans le sud-est du département du Pas-de-Calais, proche du département de la Somme (3 km), Villers-au-Flos est une commune située, à vol d'oiseau, à 5 km au sud-est de la commune de Bapaume (aire d'attraction) et à 25 km au sud-est de la commune d’Arras (chef-lieu d'arrondissement et préfecture du Pas-de-Calais).
Le territoire de la commune est limitrophe de ceux de sept communes.
Les communes limitrophes sont Bancourt, Barastre, Beaulencourt, Haplincourt, Riencourt-lès-Bapaume, Rocquigny et Le Transloy.

### Géologie et relief
La superficie de la commune est de 5,8 km2 ; son altitude varie de 113  à   133 mètres.

### Hydrographie
La commune est située dans le bassin Artois-Picardie. Elle n'est drainée par aucun cours d'eau,.

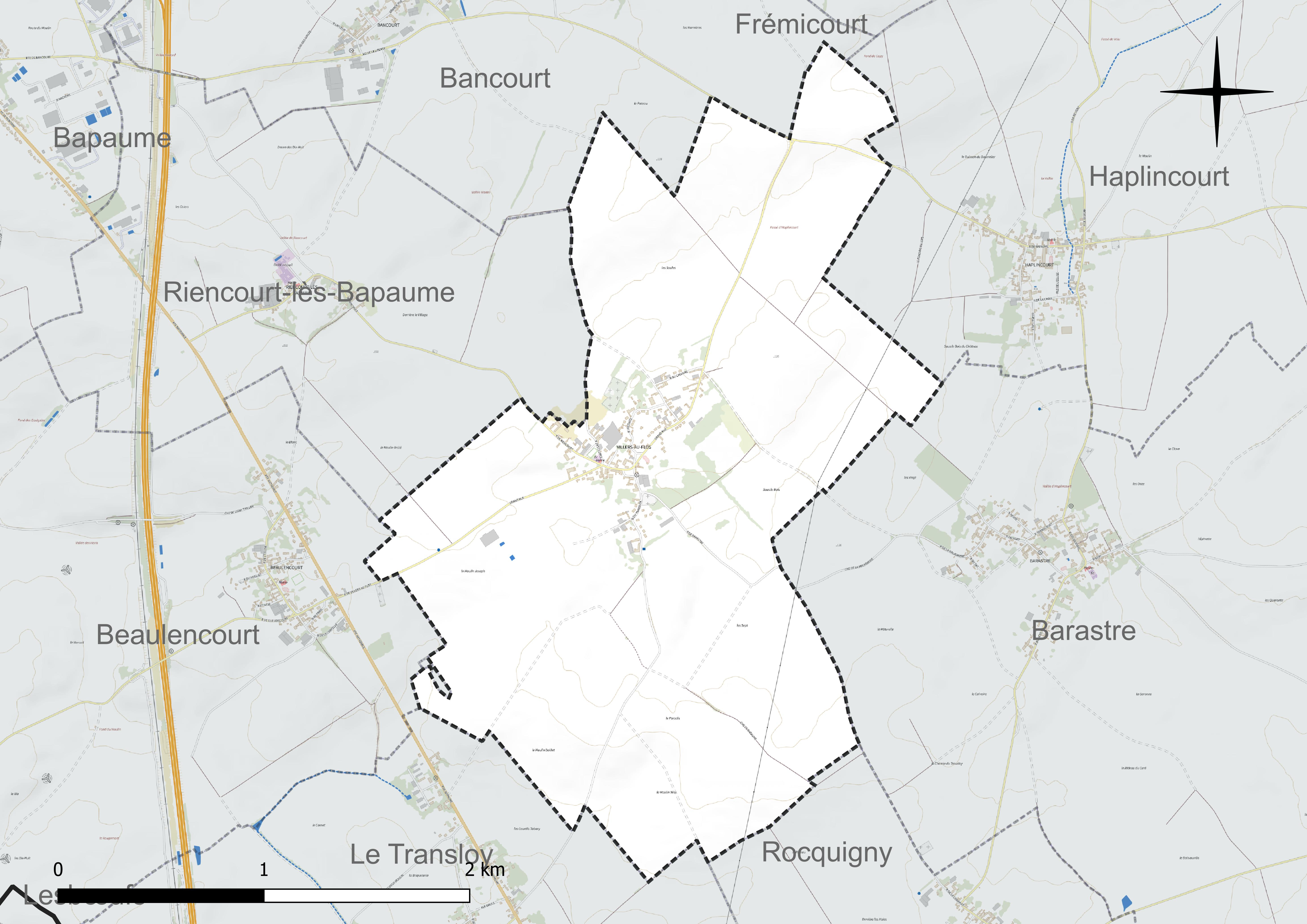
Réseau hydrographique de Villers-au-Flos.

### Climat
Pour des articles plus généraux, voir Climat des Hauts-de-France et Climat du Nord-Pas-de-Calais.
En 2010, le climat de la commune est de type climat océanique dégradé des plaines du Centre et du Nord, selon une étude du CNRS s'appuyant sur une série de données couvrant la période 1971-2000. En 2020, Météo-France publie une typologie des climats de la France métropolitaine dans laquelle la commune est exposée à un climat océanique et est dans la région climatique Nord-est du bassin Parisien, caractérisée par un ensoleillement médiocre, une pluviométrie moyenne régulièrement répartie au cours de l'année et un hiver froid (3 °C).
Pour la période 1971-2000, la température annuelle moyenne est de 10,1 °C, avec une amplitude thermique annuelle de 14,3 °C. Le cumul annuel moyen de précipitations est de 750 mm, avec 11,4 jours de précipitations en janvier et 9,1 jours en juillet. Pour la période 1991-2020, la température moyenne annuelle observée sur la station météorologique la plus proche, située sur la commune d'Épehy à 18 km à vol d'oiseau, est de 10,6 °C et le cumul annuel moyen de précipitations est de 752,8 mm,. Pour l'avenir, les paramètres climatiques de la commune estimés pour 2050 selon différents scénarios d'émission de gaz à effet de serre sont consultables sur un site dédié publié par Météo-France en novembre 2022.

### Paysages
Pour un article plus général, voir Paysage en France.
La commune est située dans les « paysages des grands plateaux artésiens et cambrésiens » tels qu'ils sont définis dans l'atlas de paysages de la région Nord-Pas-de-Calais, conçu par la direction régionale de l'Environnement, de l'Aménagement et du Logement (DREAL),. 
Ces paysages, qui concernent 238 communes, sont dominés par les « grandes cultures » de céréales et de betteraves industrielles qui représentent 70 % de la surface agricole utilisée (SAU).

## Urbanisme

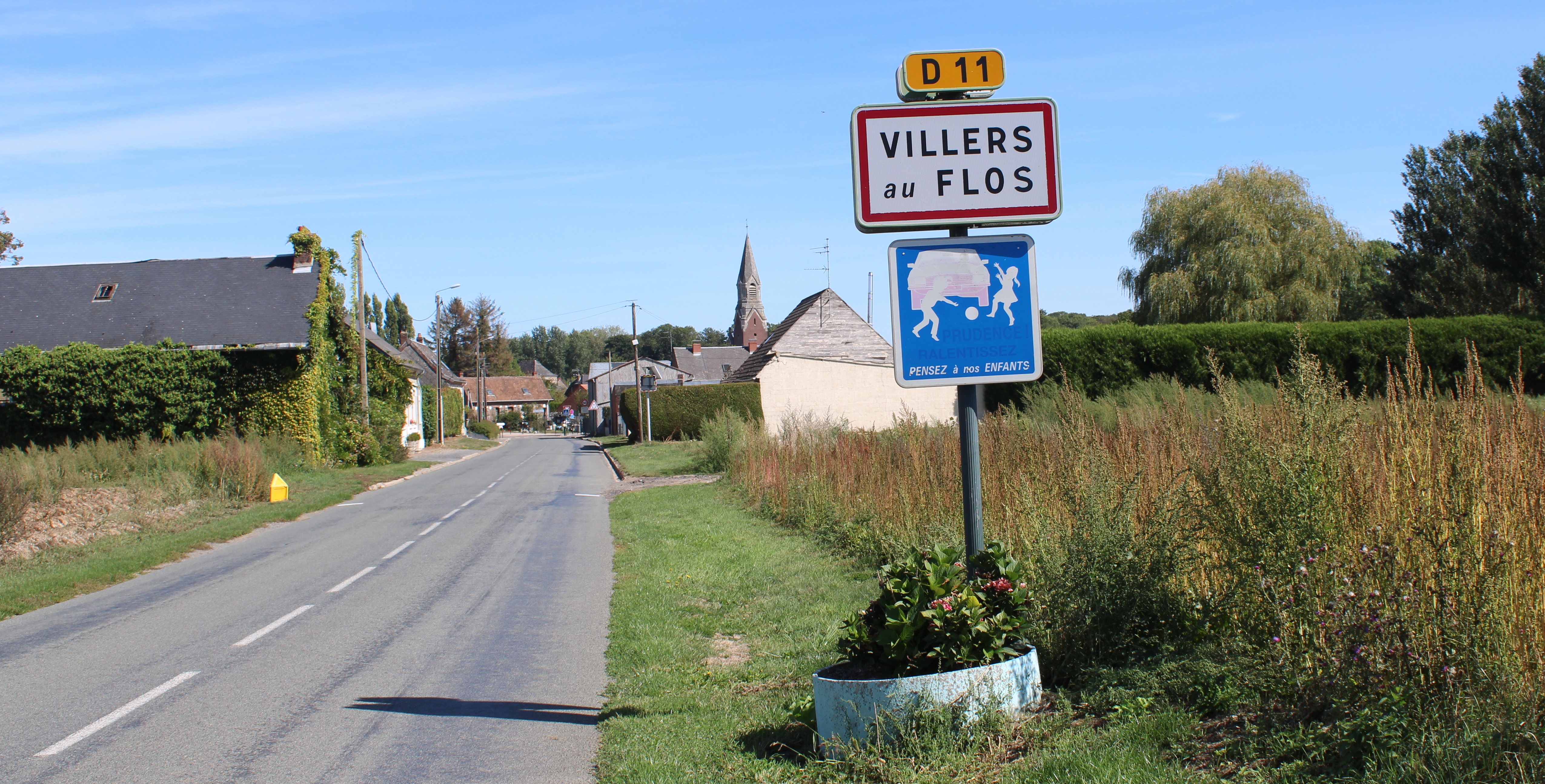
Entrée du village.

### Typologie
Au 1er janvier 2024, Villers-au-Flos est catégorisée commune rurale à habitat dispersé, selon la nouvelle grille communale de densité à sept niveaux définie par l'Insee en 2022.
Elle est située hors unité urbaine. Par ailleurs la commune fait partie de l'aire d'attraction de Bapaume, dont elle est une commune de la couronne,. Cette aire, qui regroupe 21 communes, est catégorisée dans les aires de moins de 50 000 habitants,.

### Occupation des sols
L'occupation des sols de la commune, telle qu'elle ressort de la base de données européenne d'occupation biophysique des sols Corine Land Cover (CLC), est marquée par l'importance des territoires agricoles (94,5 % en 2018), une proportion identique à celle de 1990 (94,5 %). La répartition détaillée en 2018 est la suivante : 
terres arables (85 %), prairies (9,5 %), zones urbanisées (5,5 %). L'évolution de l'occupation des sols de la commune et de ses infrastructures peut être observée sur les différentes représentations cartographiques du territoire : la carte de Cassini (XVIIIe siècle), la carte d'état-major (1820-1866) et les cartes ou photos aériennes de l'IGN pour la période actuelle (1950 à aujourd'hui).

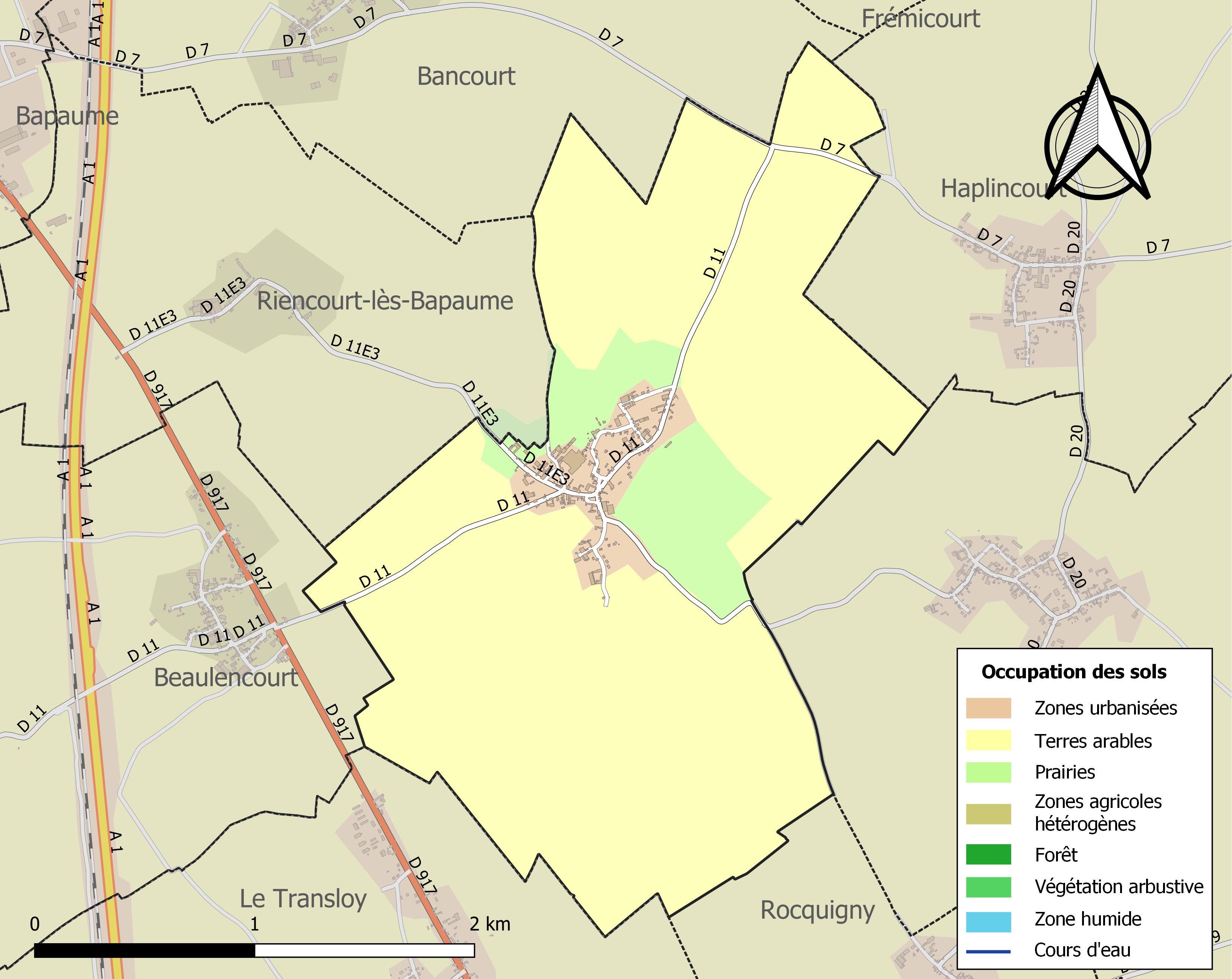
Carte des infrastructures et de l'occupation des sols de la commune en 2018 (CLC).

## Toponymie
Le nom de la localité est attesté sous les formes Vilers versus Bapalmam (1202) ; Vilers-en-Artois (1218) ; Vilers (1267) ; Villers-lès-Bapaumez (XIVe siècle) ; Villers juxta Bapalmis (XIVe siècle) ; Willers-au-Flot (XIVe siècle) ; Villieres-au-Flos (1559) ; Villers-aux-Flots (1767).
Villers est un appellatif toponymique français qui procède généralement du gallo-roman villare, dérivé lui-même du gallo-roman villa « grand domaine rural », issu du latin villa rustica. Il est apparenté aux types toponymiques Villars, Viller, Villiers, Weiler et Willer.
Un flot ou flos, est une terre inculte, un pâturage en ancien français ; une mare, un abreuvoir, un marais, en picard dans l'Artois,

## Histoire

### Moyen Âge
Isabelle de Hainaut épousa le roi de France Philippe Auguste, le 28 avril 1180. Le comte Philippe d'Alsace se démit de l'Artois dont la seigneurie de Villers-au-Flos pour qu'Isabelle de Hainaut apporta dans sa dot le Comté d'Artois au Roi de France.
Jusqu'à la fin du XVe siècle, les documents font défaut pour suivre l'appartenance de seigneurie.

### Époque moderne
La famille de Longueval prit possession de la seigneurie au XVIe siècle. Maximilien de Longueval épousa en 1567 Marguerite de Lille, fille du Comte de Bucquoy, acquérant ainsi la seigneurie de Villers-au-Flos.
La seigneurie de Villers passa ensuite à la famille des Planques, puis de Louverval dont Pierre Maximilien, né à Villers le 21 décembre 1713. C'est lui qui fit construire le château où il mourut le 2 avril 1803. Il fit rebâtir l'église et le presbytère (aujourd'hui l'école).
Son fils s'appelait Maximilien Guislain, né le 5 avril 1757 et mort le 15 février 1844. Il obtint le titre de Marquis. Lui-même eut un fils: Marie Hippolyte Guislain de Louverval qui mourut à Villers le 26 avril 1785, sans descendance.
Sa sœur, Maximilienne Elysabeth Guislaine Emmanuelle hérita de la seigneurie et épousa Charles du Hays. Leur fille Marguerite se maria en 1847 à Abel Tournois de Bonnevallet et hérita du château de Villers.
La commune a repris pour blason les armes de la famille de Louverval qui en détenait la seigneurie avant la Révolution française. C'est le même blason que la commune de Noordpeene dans le Nord qui était dans la même situation,.

## Carte de Cassini
|  |

La carte de Cassini ci-contre montre qu'au milieu du XVIIIe siècle, Villers-au-Flos, qui s'écrivait Villers-aux-Flots  était une paroisse située entre deux vallées.
A l'est du village, le château qui sera détruit au cours de la guerre 14-18 est représenté.
Au nord-ouest, il existait la Chapelle Notre-dame de Grâce, aujourd'hui d1sparue.

### Époque contemporaine
Sa sœur[pas clair], Maximilienne Elysabeth Guislaine Emmanuelle hérita de la seigneurie et épousa Charles du Hays. Leur fille Marguerite se maria en 1847 à Abel Tournois de Bonnevallet et hérita du château de Villers.

#### Première Guerre mondiale
Pendant la Première Guerre mondiale, après la bataille des Frontières du 7 au 24 août 1914, devant les pertes subies, l'État-Major français décide de battre en retraite depuis la Belgique. Dès le 28 août, les Allemands s'emparent du village de Villers-au-Flos et poursuivent leur route vers l'ouest. Dès lors commença l'occupation allemande.
Des arrêtés de la kommandantur obligeaient, à date fixe, sous la responsabilité du maire et du conseil municipal, sous peine de sanctions, la population à fournir : blé, œufs, lait, viande, légumes, destinés à nourrir les soldats du front. Toutes les personnes valides devaient effectuer des travaux agricoles ou d'entretien.
En mars 1917, les Allemands décident de se retirer sur la ligne Hindenburg, ligne fortifiée située à une dizaine de km à l'est devant Cambrai. Avant leur départ, le village est évacué de ses habitants et toutes les constructions (église, mairie, maisons) sont systématiquement dynamitées, tous les arbres sont coupés, les puits pollués avec du fumier.
Les troupes britanniques prennent alors possessions des ruines. Villers-au-Flos repassera aux mains des Allemands en mars 1918 lors de l'Offensive du Kaiser jusqu'au 29 août 1918, date à laquelle le village sera définitivement repris par les troupes du Commonwealth après de violents combats, attestés par la présence de nombreux cimetières britanniques ou allemands dans le secteur.
Après l'armistice, les habitants reviennent peu à peu au village. Alors commença une longue période de reconstruction. De 453 habitants en 1911, Villers-au-Flos n'en comptait plus que 282 en 1921.
Sur le monument aux morts sont inscrits les noms des quatorze soldats de la commune morts au Champ d'honneur ainsi que de cinq civils,.
Vu les souffrances endurées par la population pendant les quatre années d'occupation et les dégâts aux constructions, la commune s'est vu décerner la croix de guerre 1914-1918 le 23 septembre 1920, distinction également attribuée à 276 autres communes du Pas-de-Calais.

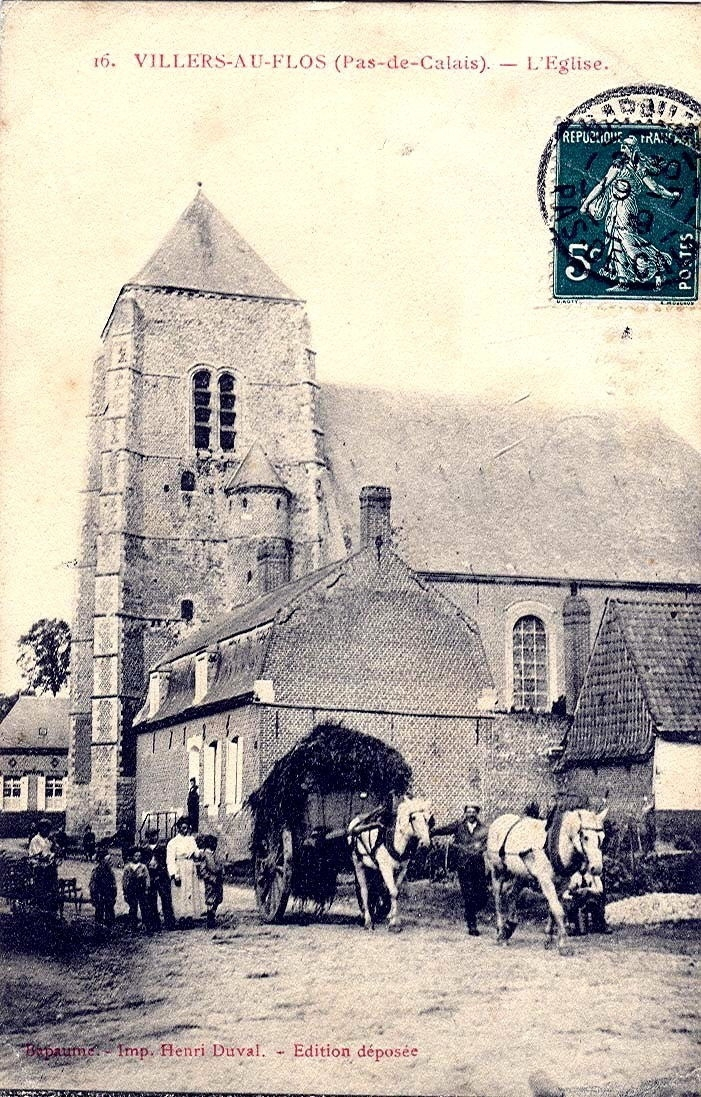
l'église Saint-Pierre avant 1914.
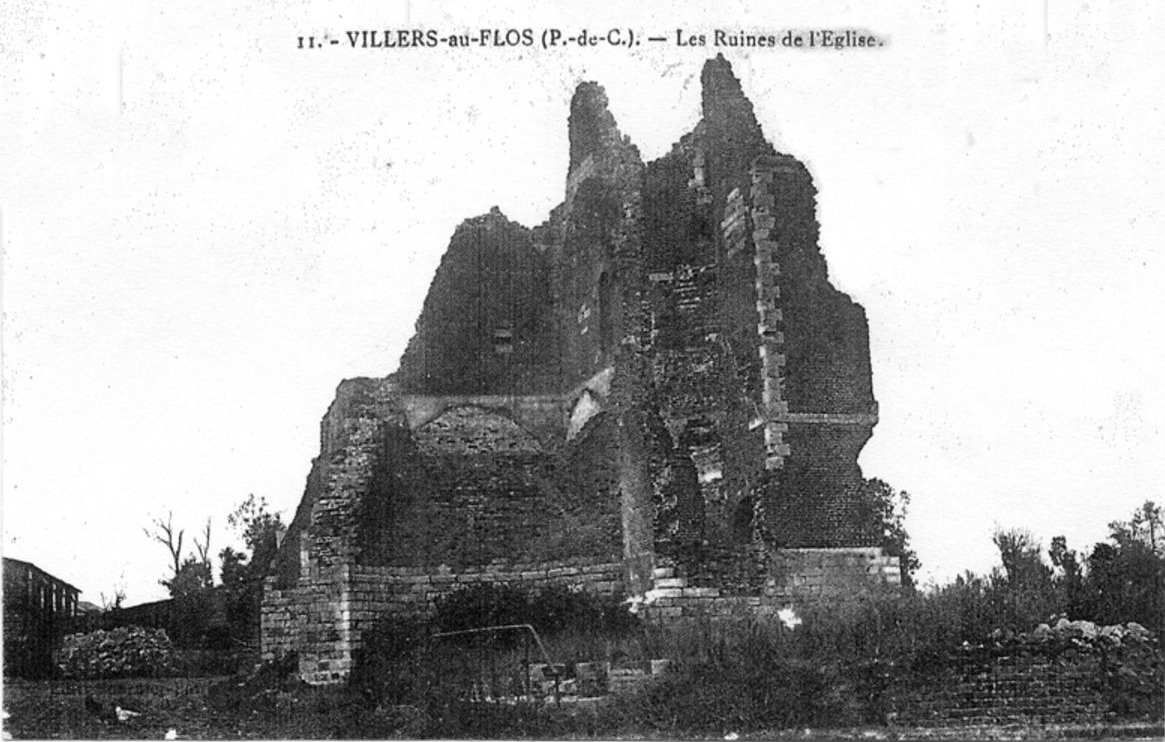
Ruines de l'église à l'issue de la guerre14-18.
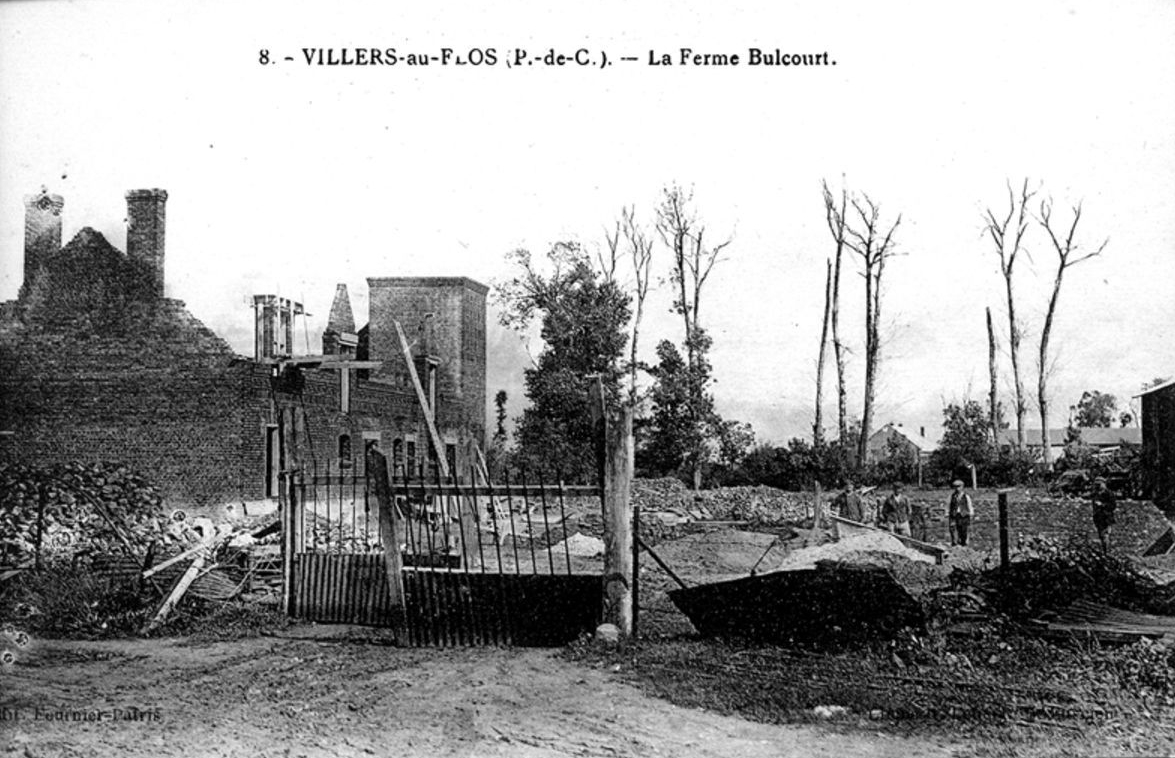
Ruines du village en 1920.
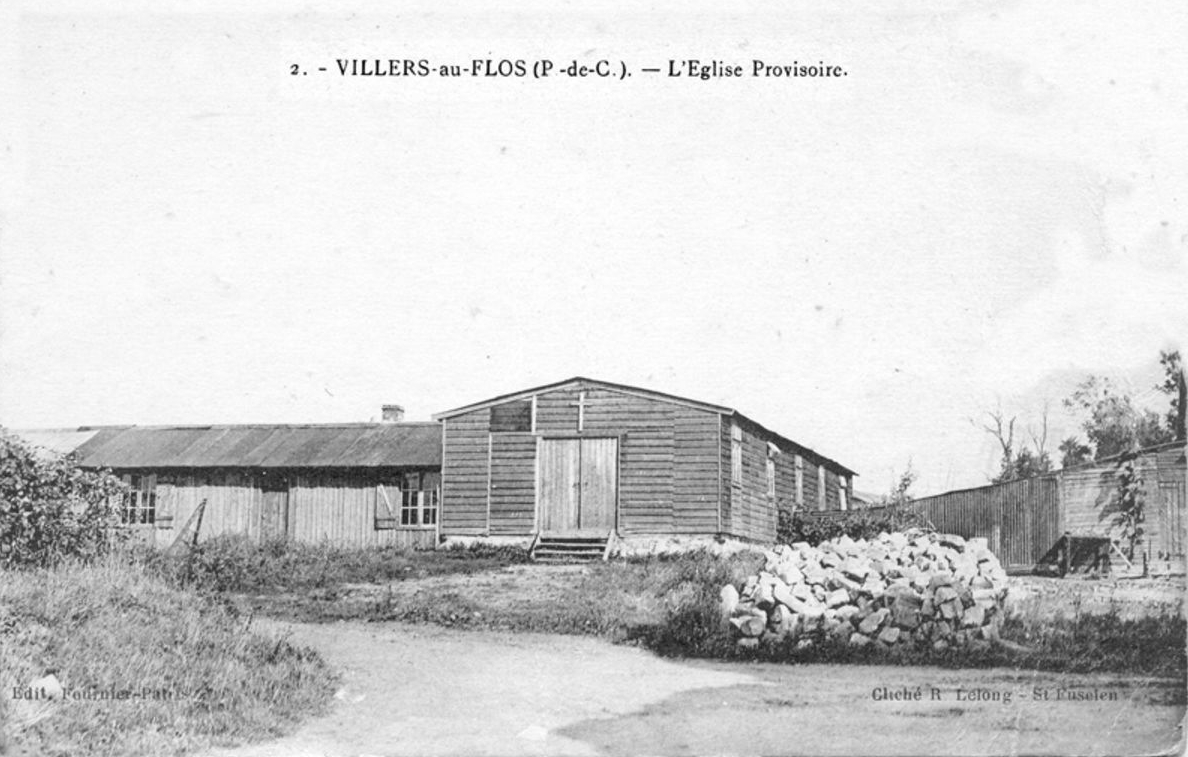
L'église provisoire en 1920.
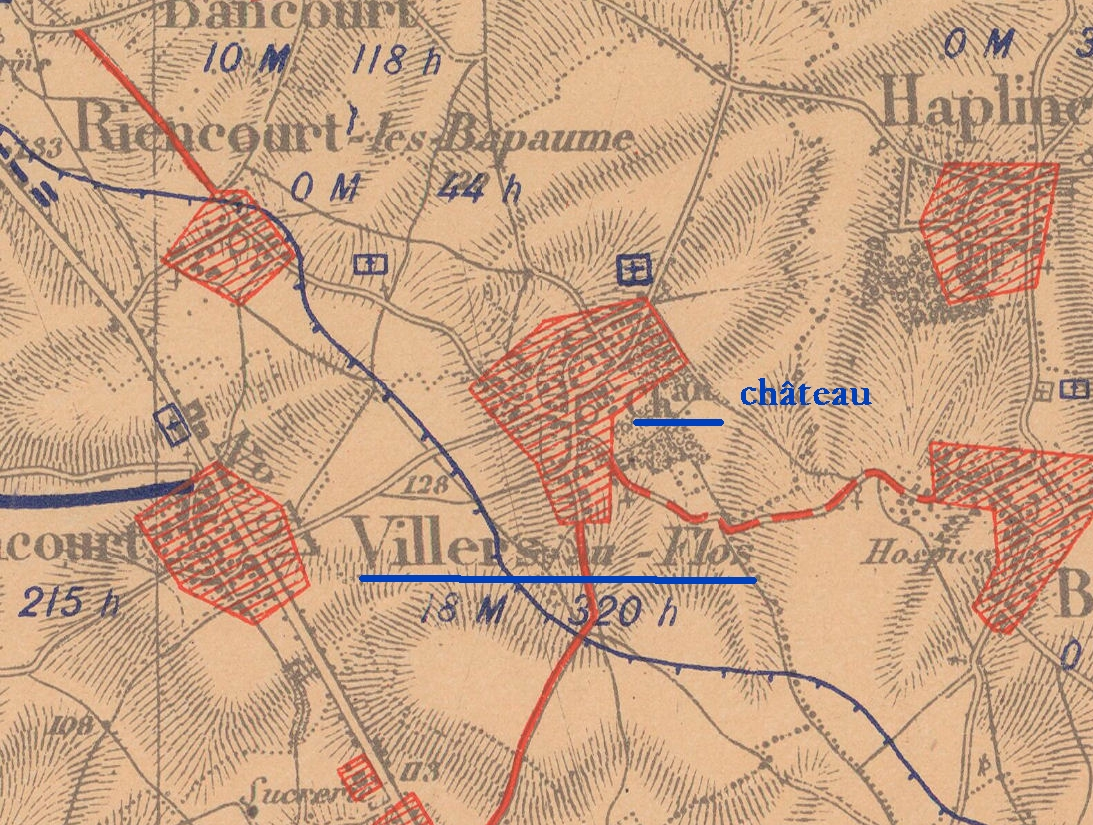
La carte des régions dévastées montre que le village et le château sont complètement détruits.

## Politique et administration

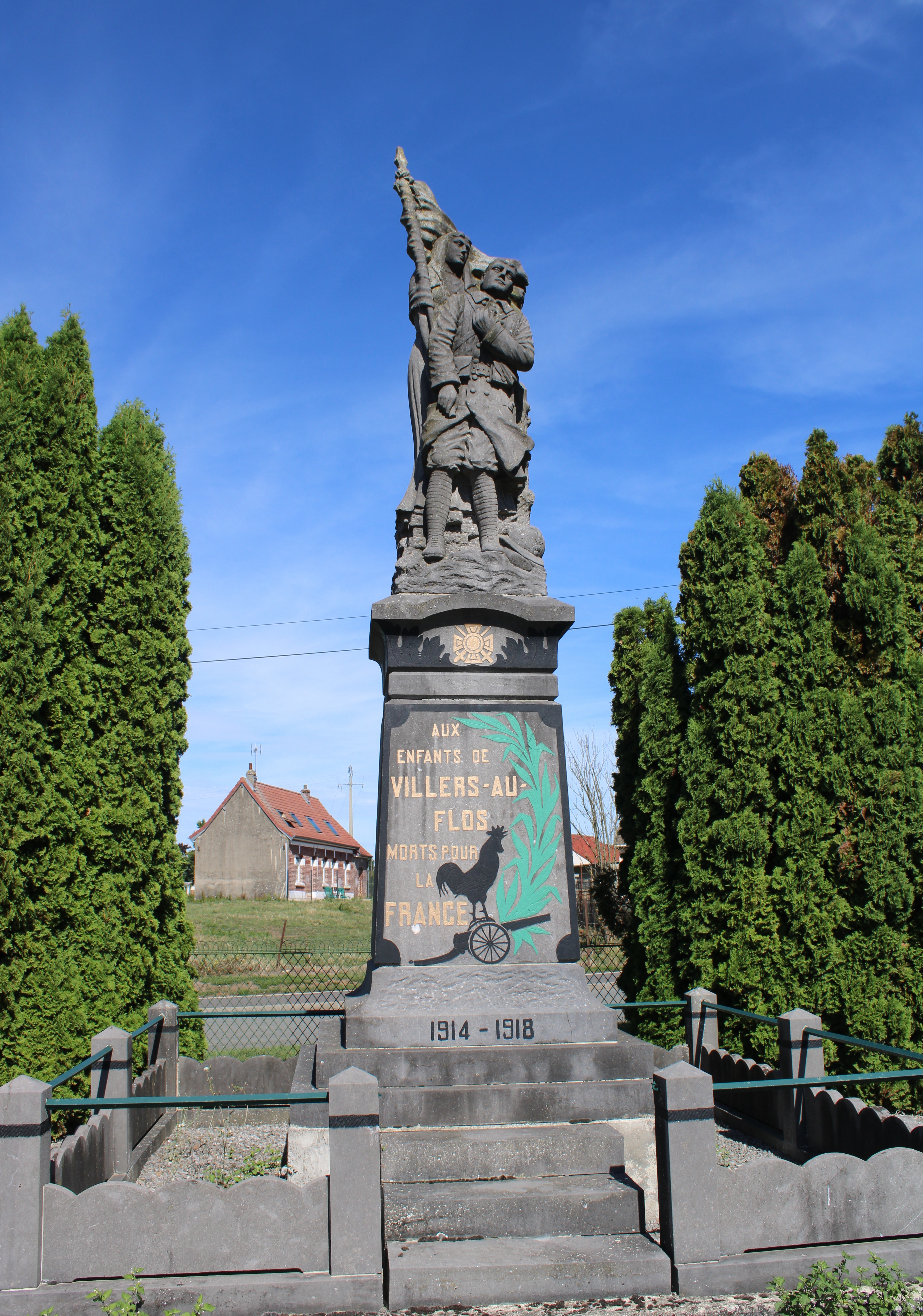
Le monument aux morts.

### Découpage territorial
La commune se trouve dans l'arrondissement d'Arras du département du Pas-de-Calais.

#### Commune et intercommunalités
La commune est membre de la communauté de communes du Sud-Artois.

#### Circonscriptions administratives
La commune est rattachée au canton de Bapaume.

#### Circonscriptions électorales
Pour l'élection des députés, la commune fait partie de la première circonscription du Pas-de-Calais.

### Élections municipales et communautaires
Le second tour de l'élection municipale de 2014 a été contestée en raison de l'écart d'une voix séparant deux candidats, mais le Conseil d'État a confirmé les résultats en octobre 2014.

#### Liste des maires
| Période                                  | Période                     | Identité                  | Étiquette | Qualité                                      |
| ---------------------------------------- | --------------------------- | ------------------------- | --------- | -------------------------------------------- |
| Les données manquantes sont à compléter. |                             |                           |           |                                              |
| mars 2001                                | 2008                        | Jean-Marie Lecornet       |           |                                              |
| mars 2008                                | 2014                        | Marie-Christine Corniquet |           |                                              |
| avril 2014                               | En cours (au 12 avril 2022) | Jean-Marie Lecornet       |           | Agriculteur, Réélu pour le mandat 2020-2026, |

## Population et société

### Démographie

#### Évolution démographique
L'évolution du nombre d'habitants est connue à travers les recensements de la population effectués dans la commune depuis 1793. Pour les communes de moins de 10 000 habitants, une enquête de recensement portant sur toute la population est réalisée tous les cinq ans, les populations de référence des années intermédiaires étant quant à elles estimées par interpolation ou extrapolation. Pour la commune, le premier recensement exhaustif entrant dans le cadre du nouveau dispositif a été réalisé en 2005.

En 2022, la commune comptait 243 habitants, en évolution de −8,65 % par rapport à 2016 (Pas-de-Calais : −0,72 %, France hors Mayotte : +2,11 %).
| 1793 | 1800 | 1806 | 1821 | 1831 | 1836 | 1841 | 1846 | 1851 |
| ---- | ---- | ---- | ---- | ---- | ---- | ---- | ---- | ---- |
| 614  | 663  | 612  | 703  | 807  | 839  | 828  | 875  | 905  |

| 1856 | 1861 | 1866 | 1872 | 1876 | 1881 | 1886 | 1891 | 1896 |
| ---- | ---- | ---- | ---- | ---- | ---- | ---- | ---- | ---- |
| 899  | 902  | 855  | 814  | 793  | 773  | 693  | 616  | 592  |

| 1901 | 1906 | 1911 | 1921 | 1926 | 1931 | 1936 | 1946 | 1954 |
| ---- | ---- | ---- | ---- | ---- | ---- | ---- | ---- | ---- |
| 541  | 496  | 453  | 282  | 290  | 260  | 241  | 217  | 232  |

| 1962 | 1968 | 1975 | 1982 | 1990 | 1999 | 2005 | 2006 | 2010 |
| ---- | ---- | ---- | ---- | ---- | ---- | ---- | ---- | ---- |
| 231  | 237  | 202  | 187  | 192  | 196  | 188  | 187  | 219  |

| 2015 | 2020 | 2022 | - | - | - | - | - | - |
| ---- | ---- | ---- | - | - | - | - | - | - |
| 252  | 246  | 243  | - | - | - | - | - | - |

#### Pyramide des âges
La population de la commune est relativement jeune.
En 2018, le taux de personnes d'un âge inférieur à 30 ans s'élève à 37,0 %, soit au-dessus de la moyenne départementale (36,7 %). À l'inverse, le taux de personnes d'âge supérieur à 60 ans est de 27,3 % la même année, alors qu'il est de 24,9 % au niveau départemental.
En 2018, la commune comptait 137 hommes pour 126 femmes, soit un taux de 52,09 % d'hommes, largement supérieur au taux départemental (48,50 %).
Les pyramides des âges de la commune et du département s'établissent comme suit.
| Hommes | Classe d’âge | Femmes |
| ------ | ------------ | ------ |
| 0,0    | 90 ou +      | 0,0    |
| 3,9    | 75-89 ans    | 5,1    |
| 23,4   | 60-74 ans    | 22,0   |
| 14,8   | 45-59 ans    | 16,9   |
| 21,1   | 30-44 ans    | 18,6   |
| 15,6   | 15-29 ans    | 13,6   |
| 21,1   | 0-14 ans     | 23,7   |

| Hommes | Classe d’âge | Femmes |
| ------ | ------------ | ------ |
| 0,5    | 90 ou +      | 1,6    |
| 5,6    | 75-89 ans    | 8,9    |
| 16,7   | 60-74 ans    | 18,1   |
| 20,2   | 45-59 ans    | 19,2   |
| 18,9   | 30-44 ans    | 18,1   |
| 18,2   | 15-29 ans    | 16,2   |
| 19,9   | 0-14 ans     | 17,9   |

## Culture locale et patrimoine

### Lieux et monuments

#### Église Saint-Pierre
Reconstruite durant l'entre-deux-guerres, en brique et béton armé.

#### Le cimetière militaire allemand

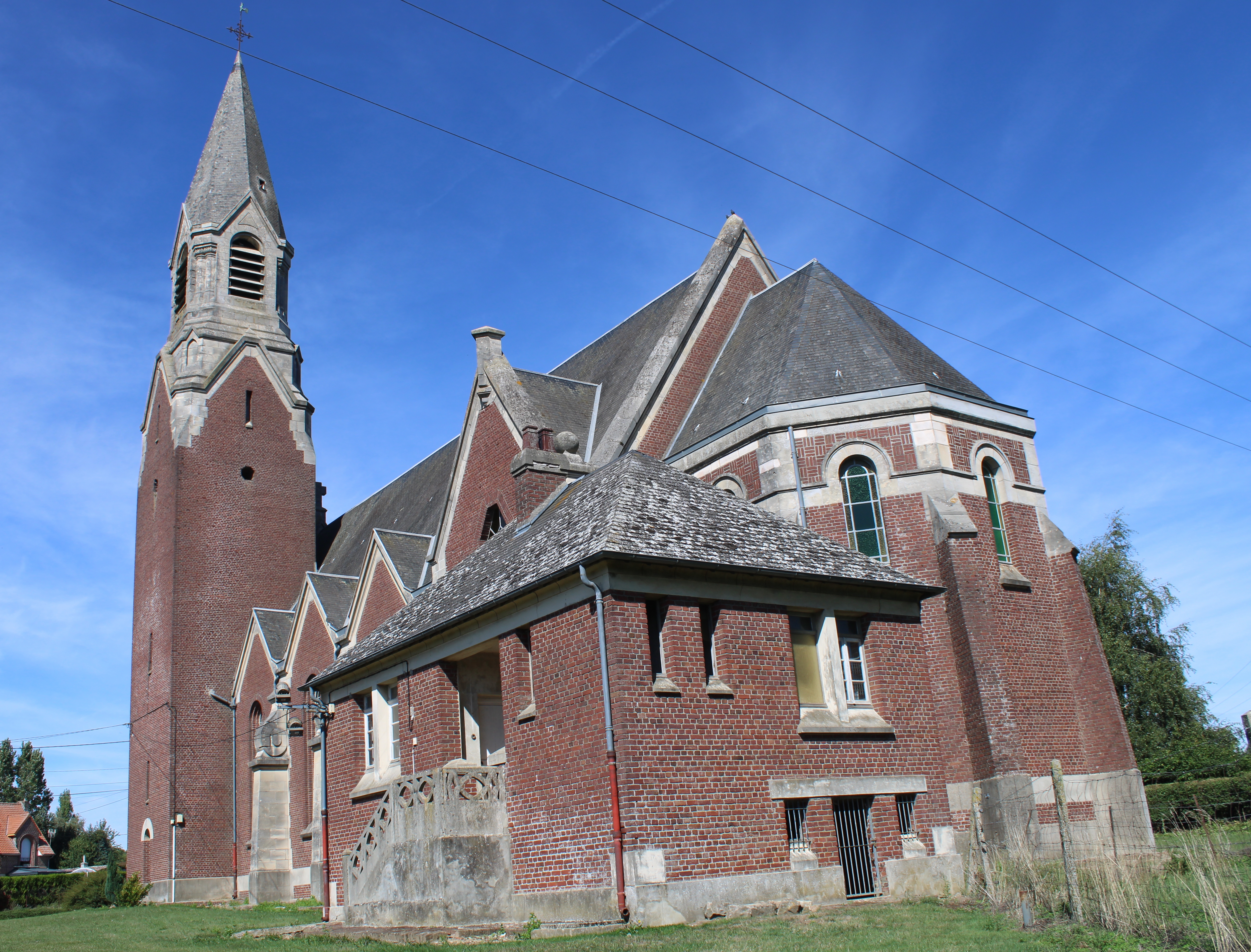
L'église Saint-Pierre.
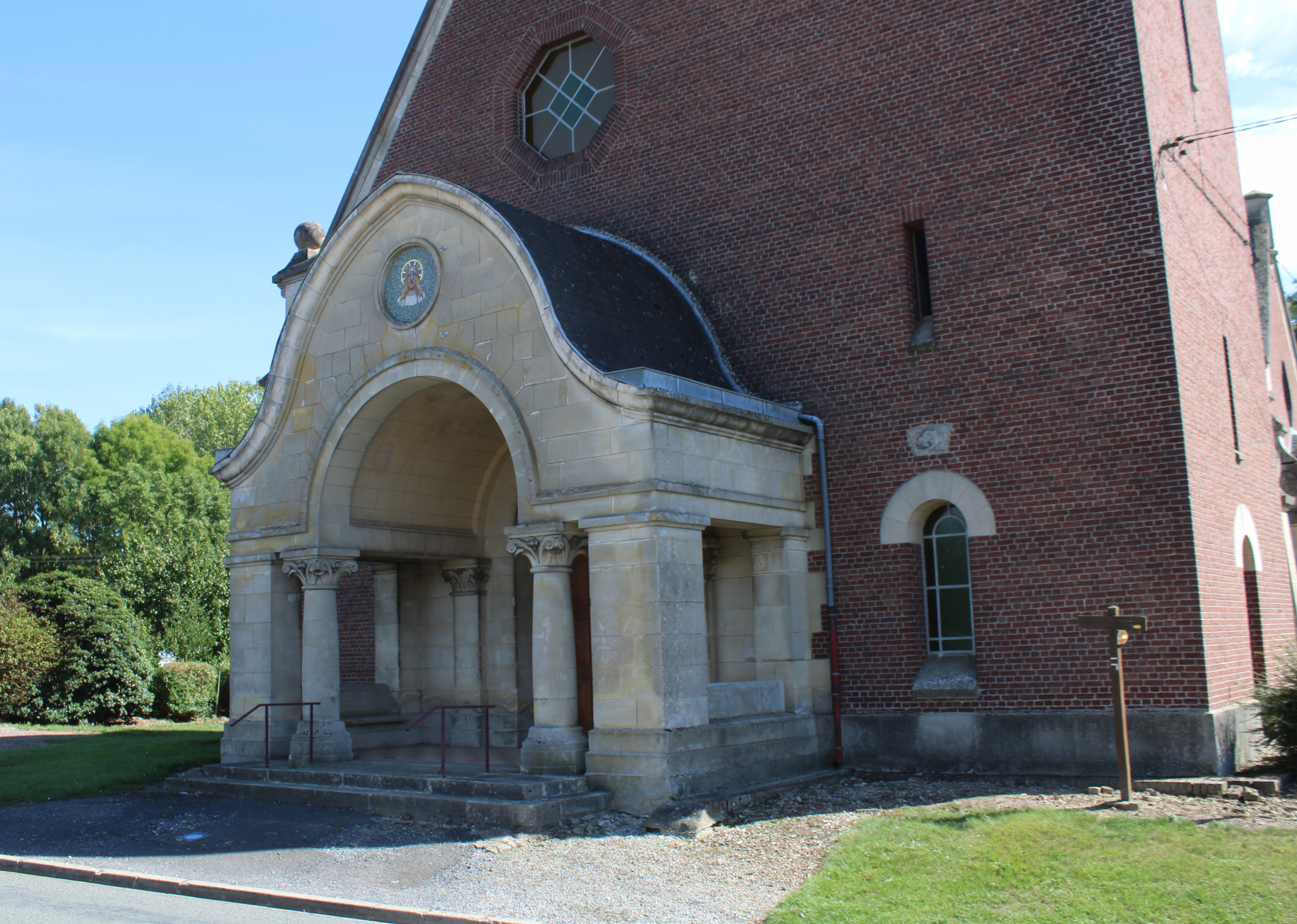
Le portail de l'église.
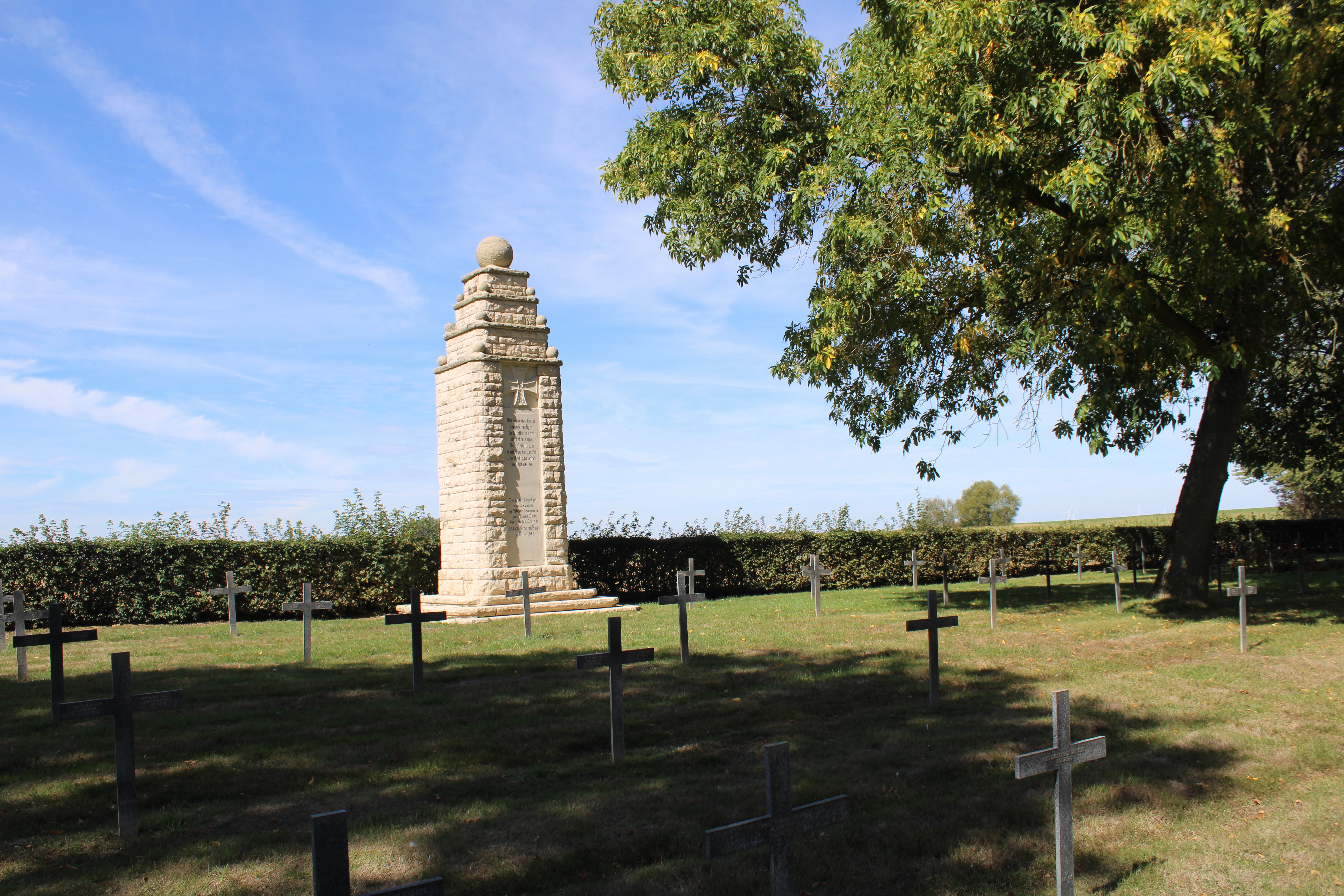
Le cimetière militaire allemand.

### Personnalités liées à la commune
- Pierre Maximilien de Louverval (1713-1803), chevalier, seigneur de Villers-au-Flos, fit construire le château, reconstruire l'église et le presbytère.

### Héraldique
|  | Les armes de Villers-au-Flos se blasonnent ainsi : "D'argent à cinq fusées de gueules accolées en bande." |

## Pour approfondir